# Wim Schluter
Wim Schluter (Enschede, 1971) is een Nederlandse acteur. Sinds 1999 speelt hij de rol van Muziekpiet in de televisieserie De Club van Sinterklaas, vroeger door Jetix en Fox Kids maar sinds 2009 door RTL 4 uitgezonden.
In zijn rol als Muziekpiet heeft hij diverse singles opgenomen, waaronder: Zwarte Pieten Blues, Ik Ben Een Ster, Lied Van De Shake, Amerika: Ik Kom Eraan, Trippel Trappel In Galop, Sinterklaas Kapoentje en Pietenidool. Ook zong hij in 2010 samen met Coole Piet het duet Werken Voor De Sint. Hij trad als Muziekpiet een tijdje op met de act Alle Pieten Jumpen, dat inhaakte op de jumpstyle, een dans- en muziekstijl die een enorme rage was onder jongeren.
In het dagelijks leven is Schluter ook freelance journalist. Hij werkte mee aan de verhalenbundel Fasten Your Seat Belt en won in 2009 de verhalenwedstrijd Historisch Kippenvel van het Historisch Centrum Overijssel met zijn verhaal De Textielkerk.
Schluter speelde de rol van Muziekpiet in de bioscoopfilm "Sinterklaas en het Pakjes Mysterie" (2010), van Martijn van Nellestijn gespeeld, en in de De Club van Sinterklaas bioscoopfilms (2012 t/m 2016). In 2012 was hij te zien in de regiocomedy Groote Markt 30 van de regionale televisiezender RTV Oost als het populistische raadslid Sjak Balvert. Daarnaast is hij betrokken bij het dichterscollectief 'Gedichtenmakelaar' en speelde hij in 2012 in de korte film De Raad van producent Rob Janssen. In 2017 was Schluter nog te zien in Video van Sint, in 2018 speelde hij wederom de rol van Muziekpiet in de bioscoopfilm 'De Club van Sinterklaas en de Vlucht door de Lucht'. 

## Filmografie
- De Club van Sinterklaas - Muziekpiet (1999-2009)
- Het Feest van Sinterklaas - Muziekpiet (2001-2008)
- Het Club van Sinterklaas Feest - Muziekpiet (2009-2011)
- De Club van Sinterklaas - Muziekpiet (1999-2009)
- Sinterklaas en het Pakjes Mysterie - Muziekpiet (2010)
- De Groote Markt 30 - Sjak Balvert (2012)
- De Club van Sinterklaas & Het Geheim van de Speelgoeddokter - Muziekpiet (2012)
- De Raad - Guido (2012)
- De Club van Sinterklaas & De Pietenschool - Muziekpiet (2013)
- De Club van Sinterklaas & Het Pratende Paard - Muziekpiet (2014)
- De Club van Sinterklaas & De Verdwenen Schoentjes - Muziekpiet (2015)
- De Club van Sinterklaas & Geblaf op de Pakjesboot - Muziekpiet (2016)
- Sinterklaas & De Vlucht door de Lucht - Muziekpiet (2018)
- Waar is het Grote Boek van Sinterklaas? - Muziekpiet (2019)
- De Club van Sinterklaas & Het grote Pietenfeest - Muziekpiet (2020)
- De Club van Sinterklaas & Pietendiploma - Muziekpiet (2021)
- De Club van Sinterklaas: Geheimen van de Sint - Muziekpiet (2022)
- De Club van Sinterklaas & De Wensfabriek - Muziekpiet (2024)